# Maleilacetato reduttasi
La maleilacetato reduttasi è un enzima appartenente alla classe delle ossidoreduttasi, che catalizza la seguente reazione:
3-ossoadipato + NAD(P)+ ⇄ 2-maleilacetato + NAD(P)H + H+